# David Lack
David Lambert Lack (* 16. Juli 1910 in London; † 12. März 1973 in Oxford, England) war ein englischer Biologe und Ornithologe.

## Leben
Lacks Vater war ein begeisterter Ornithologe, der so das Interesse für Vögel bei seinem Sohn frühzeitig weckte. David Lack besuchte die Gresham’s School in Norfolk und absolvierte ein naturwissenschaftliches Studium am Magdalene College in Cambridge, anschließend unterrichtete er Biologie an der Dartington Hall School bei Totnes. Während dieser Zeit führte er auch Untersuchungen des Rotkehlchens durch und ließ sich für eine Reise zu den Galápagos-Inseln ein Jahr freistellen. Das Ergebnis dieser Zeit sind zwei seiner bedeutendsten Bücher, The Life of the Robin (1943) und Darwin's Finches (1947). Letztere Arbeit prägte erstmals die Bezeichnung „Darwinfinken“, die heute für eine Unterfamilie der Tangaren steht.
Während seines Militärdienstes im Zweiten Weltkrieg konnte Lack Erfahrungen bei der Radarverfolgung sammeln, die er später nutzte, um den Vogelzug zwischen dem europäischen Festland und England zu untersuchen. Am Ende des Krieges wurde er Direktor des nach Edward Grey benannten Institutes für Feldornithologie an der Universität Oxford, eine Position, die er bis zum Ende seines Lebens innehatte. Neben anderen Arbeiten und Untersuchungen entwickelte er während dieser Zeit seine Ansichten über Fortpflanzungsraten bei Vögeln und die natürliche Regulation der Familiengröße. Bedeutend hierbei sind seine beiden Bücher The Natural Regulation of Animal Numbers (1954) und Population Studies of Birds.
Neben seiner wissenschaftlichen Arbeit war Lack auch in der Lage, sein Wissen für interessierte Laien verständlich wiederzugeben. Ein Beispiel hierfür ist neben dem bereits erwähnten The Life of the Robin das 1956 erschienene Buch Swifts in a Tower, mit dem er auch zu einem der Pioniere der Mauerseglerforschung avancierte.

## Ehrungen und Mitgliedschaften
Im Jahre 1951 wurde Lack als Fellow in die Royal Society gewählt, die ihn 1972 mit der Darwin-Medaille auszeichnete. Er war 1966 Präsident des Internationalen Ornithologischen Kongresses, aber sonst waren seine öffentlichen Auftritte eher selten. Dennoch attestierte ihm Ernst Mayr ungemeinen Einfluss durch seine jährlichen Konferenzen für Studenten oder durch seine Beobachtungen des Vogelzugs. Zwei Sätze aus dem Nachruf der London Times charakterisieren ihn wohl treffend:

Lack [...] greatly influenced the course of ornithological studies and by his friendly and enthusiastic nature inspired many students to take up the study of birds.

„Lack [...] beeinflusste den Verlauf der ornithologischen Forschung in hohem Maße und inspirierte durch seine freundliche und enthusiastische Art viele Studenten, Ornithologie zu studieren.“

He was essentially an individualist, with only a few really intimate friends.

„Er war im Wesentlichen ein Individualist mit nur wenigen wirklich engen Freunden.“